# اتصال مهيأ
في الاتصالات، وفي شبكات الحاسوب، الاتصال المُهيّأ أو الاتصال المُعدّ (بالإنجليزية: Connection-oriented communication)‏ هو نمط للاتصال يجري فيه تأسيس وإعداد الاتصال قبل البدء بتبادل البيانات.
تنقسم بروتوكولات النقل إلى قسمين :
1. برتوكولات تُهيء الاتصال
2. برتوكولات لا تهيء الاتصال

## برتوكولات تقيم رابطة
- هي إحدى البرتوكولات التي توصل مجموعة البيانات بنفس الترتيب الذي أرسلت فيه ، وذلك بعد تأسيس أول عملية اتصال وربما يقوم بإعداد اتصال مباشر يسمى دائرة ظاهرية أو افتراضية بين الأجهزة المتصلة بالشبكة .

```
* وبما أنه برتوكول يقيم رابطة فهو يملك ذاكرة نخزن فيها معلومات عن ما أرسلناه من طرود 
```

وتسمح عميلة فتح الرابطة بالتحكم بالدفق والتحكم بالأخطاء ، ففي حالة ضياع طرد فإننا نستطيع معرفته وإعادة إرساله من جديد ،لذلك فهو برتوكول موثوق.
(موثوق تعني يقيم رابطة والعكس غير صحيح)
نجد هذا البرتوكول في طبقة النقل عند البروتوكول ميفاق ضبط الإرسال

### كيف يقوم البروتوكولميفاق ضبط الإرسالبإقامة رابطة ؟
يرسل بروتوكول التحكم في النقل عند المرسل طرداً في البداية يخبر فيه المستقبل أنه سيقوم بفتح الرابطة معه ، ثم يرد المستقبل بأنه قد وافق على فتح الرابطة فعلاً ، ثم يقوم المرسل عملياً بفتح الرابطة
(نلاحظ أن عملية فتح الرابطة احتاجت إلى ثلاثة طرود)
ولكن في البروتوكولات الحديثة يجب أن يكفي طرد واحد لفتح الرابطة ، حيث يعلم المرسل المستقبل بأنه قد فتح رابطة معه ويبدأ بالإرسال فورا بدون انتظار رد المستقبل بالموافقة على فتح الرابطة " في حال عدم موافقة المستقبل على فتح الرابطة عندها يتوقف المرسل ويتم إهمال كافة الطرود التي أرسلت .

### بعض البروتوكولات التي تقيم رابطة
ميفاق ضبط الإرسال
DCCP
ATM
TIPC
بروتوكول التحكم بتدفق النقل
IPX/SPX

## برتوكولات عديمة الرابطة
تختلف بشكل ملحوظ عن البروتوكولات التي تقيم رابطة وذلك لأنها لا توفر القدرة على التحكم بالخطأ والتحكم في الدفق لذلك فهو برتوكول غير موثوق حيث يرسل هذا البروتوكول الطرد ولا يهتم بوصوله أو عدمه ، كما أن عملية إرسال أي طرد مستقلة عن عمليات إرسال الطرود الأخرى.
البروتوكول بروتوكول بيانات المستخدم هو بروتوكول لا يقيم رابطة